# Notiophilus biguttatus
Notiophilus biguttatus é uma espécie de insetos coleópteros pertencente à família Carabidae.
A autoridade científica da espécie é Fabricius, tendo sido descrita no ano de 1779.
Trata-se de uma espécie presente no território português.